# Lichtruf

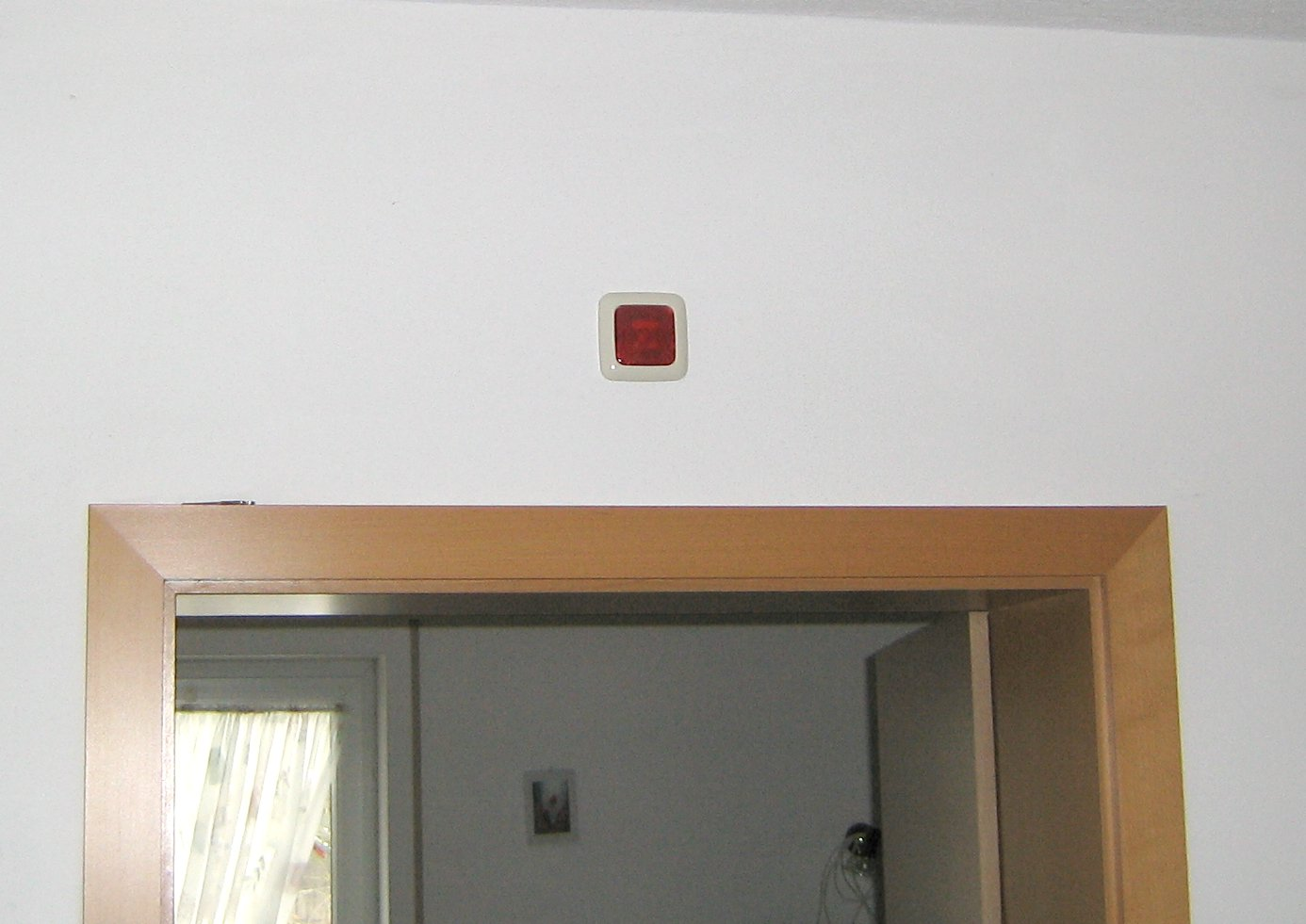
Ein Licht über den Türen der Patientenzimmer signalisiert, wer den Alarm ausgelöst hat.

Ein Lichtruf, auch unter Schwesternruf oder Patientenruf geläufig, ist ein elektro-optisches Meldesystem, das in der Krankenpflege in Krankenhäusern, Hospitälern und anderen Pflegeeinrichtungen angewendet wird. Das bis heute verwendete Grundprinzip wurde in den 1880er Jahren durch den Unternehmer und Erfinder Alois Zettler entworfen („Zettler-Lichtruf-Apparat“).
Mit der Lichtruf-Anlage soll im Detail das Herbeirufen des Pflegepersonals durch den Patienten ermöglicht werden. Prinzipiell wird beim Lichtruf mittels elektrischer Signalübertragung von einem Signalgeber in einem Krankenzimmer ein Lichtsignal bei dem Aufenthaltsort der zuständigen Person bzw. zu einem Schwestern-/Pflegerzimmer ausgelöst. Es können dabei auch akustische Signale anstelle von oder zusätzlich zu Lichtsignalen zur Anwendung kommen. Der das Signal auslösende Impuls wird üblicherweise durch eine elektrische Leitung oder durch ein Funksignal übermittelt. Die Anlage muss dabei so konzipiert sein, dass das gerufene Personal feststellen kann, wo der Ruf ausgelöst wurde. Dies wird beispielsweise in Krankenhäusern durch ein an der Tür des betreffenden Krankenzimmers brennendes Licht angezeigt, eine andere Lösung ist ein im Aufenthaltsraum des Personals angebrachtes Tableau, auf dem eine Signallampe neben der Zimmernummer leuchtet, historische Anlagen arbeiteten mit einer herunterfallenden Klappe, die eine Zimmerbezeichnung sichtbar werden ließ.
Neben den traditionellen Lichtrufanlagen, die lediglich ein Lichtsignal auslösen, wurden mit der Zeit viele Varianten entwickelt, die über Gegensprechanlagen auch eine akustische Kommunikation ermöglichen.
Außer in der Krankenpflege sind Lichtrufanlagen in vielen Gebieten mittlerweile unentbehrlich geworden, zum Beispiel in der Industrie, in Bereichen der Telekommunikation und der Fernmeldetechnik, im Lufttransport und beim Militär.

## Rechtliche Einordnung
Für die Anforderungen und die Ausführung nach dem Stand der Technik fallen Lichtrufanlagen in den Einzugsbereich der Normen DIN VDE 0834 „Rufanlagen in Krankenhäusern, Pflegehäusern und ähnlichen Einrichtungen“ sowie der DIN V VDE V 0825-1 "Drahtlose Personen-Notsignal-Anlagen für gefährliche Alleinarbeiten" und die DIN-EN-50131-1 bzw. DIN VDE 0830-1 "Leitfaden für Einrichtungen von Alarmanlagen zur Erreichung der Übereinstimmung mit EG-Richtlinien" als deutsche Fassung der EN 50131-1:2006 + A1:2009 „Personen-Hilferufanlagen“.
Lichtrufanlagen sind keine Medizinprodukte im Sinne des Medizinproduktegesetzes, da sie nicht zur unmittelbaren Überwachung von Patienten dienen.

## Übertragungssysteme

### LON-Bus
Auf dem kabelgebundenen Weg ist das LON-Bus-System nach ISO ISO/IEC DIS 14908-1 bis -4 (bisher seit 2008 nur Entwürfe) weit verbreitet, die internationale Norm ist jedoch noch in keinem der vier Teile endgültig verabschiedet. Nach ISO 14908-2 werden über 4 Adern in 2 Paaren die zu verbindenden Module angebunden. Zwei Adern sind hier für die Spannungsversorgung, die restlichen zwei Adern für die Rufübermittlung zuständig. Nach ISO 14908-4 wird eine IP-Verkabelung berücksichtigt. Eine Lösung nach ISO/IEC 14908-3 mit Signalisierung über die Energieversorgung bleibt voraussichtlich zumindest für den Signalisierungspfad vom Rufgeber unverträglich mit VDE 0834 und ist daher auch für den Signalisierungspfad zum einzelnen Lichtsignal eher unwirtschaftlich.
ISO/IEC 14908-1 legt die Norm für ein Übertragungsprotokoll fest. Jedes Modul hat eine eigene LON-Nummer, welche das Modul im System identifiziert. Für die Konfiguration werden der Typ des Moduls und die LON-Nummer in die CPU geschrieben um den Ruf richtig zu deklarieren.

### Local-Bus
Eine weitere Möglichkeit sind proprietäre Bus-Systeme verschiedener Anbieter. Hierbei werden meist 4 oder 8 Adern verlegt, je nach Hersteller und Produkt. Die Adernverteilung ist prinzipiell ähnlich unter den Anbietern, lediglich die Konfiguration der Komponenten ist verschieden, da hier das System komplett über eine Weboberfläche konfiguriert werden kann.

### IP-Verkabelung
Neuere Systeme verlassen die Verkabelungskonzepte der herkömmlichen Telefontechnik und benutzen eine mit internationalen Standards konforme Infrastruktur für lokale Vernetzung. Die Norm VDE 0834 fordert für die Lichtruf-Signalisierung eine separate Verkabelung, so dass aus Gründen der betrieblichen Zuverlässigkeit nach dem Stand der Technik eine eigenständige, den industriellen Standards IEEE 802.3 entsprechende Verkabelung erforderlich wird.

### Drahtlose Lösungen
Die Übertragung der Funktionen der Ruftaster auf eine nicht mehr an Kabel gebundene Ausführung ist in der Norm VDE 0834 nicht ausdrücklich ausgeschlossen und entspricht damit formal ebenfalls dem anerkannten Stand der Technik. Dabei muss jedoch berücksichtigt werden, dass die verlässliche Meldung durch den Ruftaster auch von der Art, wie der Benutzer diesen trägt oder hält, abhängig ist. Eine taugliche Lösung muss zudem auch die Ausbreitungs-Eigenschaften der jeweiligen Geräte-Sendefrequenz berücksichtigen.

## Modultypen
Die angegebene Vielfalt stellt die mindeste Auswahl dar. Weitere Module betreffen die Verkabelung, die Funktionen der Meldezentrale und weitere für besondere Anpassung an Patienten verschiedener Gefährdungsgruppen.
Die Zuordnung der Module zur Kategorie der medizintechnischen Geräte ist nach dem Medizinproduktegesetz (kurz MPG) in Deutschland und Österreich nicht eindeutig bestimmt. Die nationale Umsetzung der europäischen Richtlinie 90/385/EWG für aktive implantierbare medizinische Geräte, 93/42/EWG für Medizinprodukte lässt die funktionale Unterscheidung offen. Als Medizinprodukte gelten Geräte zur
- Erkennung, Verhütung, Überwachung, Behandlung oder Linderung von Krankheiten;
- Erkennung, Überwachung, Behandlung, Linderung oder Kompensation von Verletzungen oder Behinderungen;
- Untersuchung, Ersatz oder Veränderung des anatomischen Aufbaus oder eines physiologischen Vorgangs;

Sämtliche explizit genannten Merkmale treffen für Geräte der Willensäußerung von Patienten, mithin für die Rufmodule formal nicht zu.

### Lampenmodul
Das auffällige Lampenmodul (Zimmersignalleuchte) als Namensgeber des Systemkonzepts der Lichtrufanlagen ist das im Flur oder Verbindungsgang über der Tür des einzelnen Patientenzimmers angebrachte Lichtsignal-, Lampen- oder Leuchtenmodul, das den eigentlichen Ruf mit verschiedenfarbigen Lampen oder LED signalisiert. Bei den modernen Systemen ist hier auch die "Intelligenz" des Zimmers untergebracht.

### Rufmodul
Das Rufmodul oder Bettenmodul ist die Auslöseeinrichtung für den Lichtruf. Sie ist in der Regel in Bettnähe per Kabel angeschlossen. Sie ist mindestens als sogenannter Birntaster, also eine Kombination von Ruftaste und Rückmeldeleuchte ausgeführt, deren Status mit weiterem Tastendruck mindestens lokal zurückgesetzt werden kann.

### Ruf- und Anwesenheitstaster bzw. Türkombination

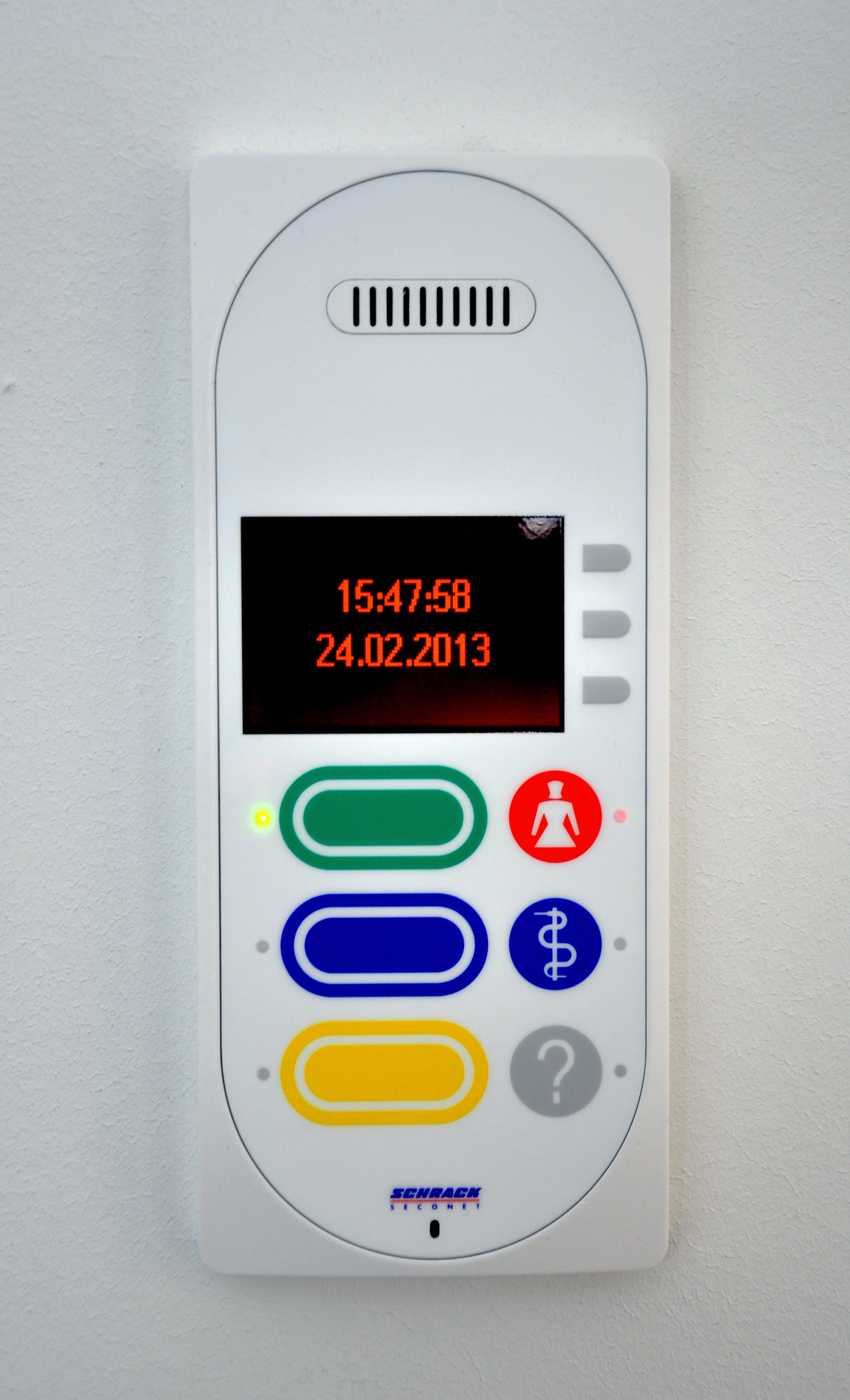
Moderner Ruftaster

Dieses Modul ist meist in der Nähe der Tür im Patientenzimmer montiert und dient vorwiegend der Rufquittierung durch die Pflege(fach)kraft oder dem Ruf nach weiterer Unterstützung. Die Betätigung setzt das Lichtsignal im Flur zurück oder meldet eine zusätzliche Anforderung mit einem Farbwechsel des Lichtsignals. Bei neueren Rufanlagen gibt es zudem die Möglichkeit, einen medizinischen Notfall zu melden, welcher dann in allen Räumen, in denen Anwesenheit eingestellt ist, und im Stationsarztzimmer aufläuft. Teilweise wird hierbei gleich das Reanimationsteam mit angefordert. Bei einigen Anlagen kann zudem der Sicherheitsdienst alarmiert werden.
Ebenfalls werden über die Türkombination aktuelle Alarme ausgegeben, sodass auch beim Patienten befindliches Pflegepersonal im Notfall alarmiert werden kann.

### Bettenmodul mit Nebensteckkontakt
Das Bettenmodul ist ein einfaches Rufmodul ohne Anwesenheitstaste. Der Nebensteckkontakt dient dem Anschluss eines passiven Geräts zur Rufauslösung; dies kann ein Abrisskontakt, ein Bettbediengerät, oder ein Diagnosegerät sein.

### Nassraummodul
Im Sanitärbereich eingesetzt ist dieser Modultyp mit Zugtaster bzw. Pneumatiktaster mit einem Kontakt ausgestattet, der keine elektrische Leitung zum Patienten führt und der nicht auf Tastendruck, sondern mit einer Feder oder einem aufgesetzten Schlauch auf Zug bzw. pneumatische Betätigung reagiert.

### Signalsummer
Zur Verbesserung der Wahrnehmung der stillen Lichtsignale wird bei Auslösung eines Lichtrufs ein Summer aktiviert, der eine weitere Lokalisierung unterstützt.

### Meldetableau
In modernen Lösungen ist im Schwestern- oder Pflegerzimmer eine Anzeigevorrichtung vorgesehen, die es dem Personal erspart, bei akustischem Signal zwecks Lokalisierung nach dem aktivierten Lampenmodul im Flur zu schauen. Auf der Anzeige steht dann z. B. Normalruf Z. 3 B. 1 oder Alarmruf Z. 1 WC. Anfang des 20. Jahrhunderts war in Hotels und Privathäusern ein System üblich, bei dem eine kleine Klappe herunterfiel und die jeweilige Zimmerbezeichnung oder Nummer sichtbar werden ließ. Durch Ziehen an einem Rückstellknopf konnten die heruntergefallenen Klappen wieder angehoben werden.